# Cipolletti
Cipolletti és una ciutat ubicada a l'oest del departament General Roca (Río Negro), Argentina.
Forma una conurbació amb les ciutats de Neuquén i Plottier, ambdues a la província del Neuquén, conformant la conurbació denominada Neuquén - Plottier - Cipolletti, que és la més poblada de tota la Patagònia argentina.
Pren el nom de l'enginyer hídric d'origen italià Cesare Cipolletti, que havia realitzat estudis sobre els recursos hídrics de la zona de l'Alto Valle.
El 16 de gener de 1882, durant la Conquista del Desierto, va tenir lloc la batalla del fortín Primera División, entre els indígenes argentins i l'exèrcit, i la ciutat va ser fundada el 3 d'octubre de 1903 pel llavors general Manuel Fernández Oro.